# Herb gminy Kamiennik
Herb gminy Kamiennik – jeden z symboli gminy Kamiennik.

## Wygląd i symbolika
Herb przedstawia na tarczy typu gotyckiego dzielonej w słup z lewej strony dwie całe i dwie połówki srebrnych lilii na czerwonym polu (z herbu diecezji wrocławskiej), natomiast z prawej – złoty kielich na zielonym tle, nawiązujący do zabytku z kościoła w Karłowicach Wielkich. Herb wielki gminy może zawierać dwa trzymacze w formie złotych orłów i wstęgą z napisem „GMINA KAMIENNIK”. 